# Alloo bij de lokale politie
Alloo bij de lokale politie is een Vlaamse realityserie gepresenteerd door Luk Alloo. Het programma werd in het najaar van 2015 uitgezonden door de commerciële televisiezender VTM.

## Het programma
In dit programma volgt Luk Alloo de agenten van de lokale politie. Hij probeert hier zowel sociale problemen als het werk van de gewone agent aan te kaarten.

## Seizoenen
- Seizoen 1: 15 oktober 2015 - 17 december 2015 (10 afl.)